# Dioscorea auriculata
Dioscorea auriculata är en enhjärtbladig växtart som beskrevs av Eduard Friedrich Poeppig. Dioscorea auriculata ingår i släktet Dioscorea och familjen Dioscoreaceae. Inga underarter finns listade i Catalogue of Life.